# Kotehu
Kotehu ist eine osttimoresische Siedlung im Suco Madabeno (Verwaltungsamt Laulara, Gemeinde Aileu).

## Geographie
Kotehu ist ein Weiler im Süden der Aldeia Belumhatu, auf einer Meereshöhe von 1321 m. Das Ortszentrum befindet sich an einer Straße auf einem Bergrücken. Nach Norden fällt das Land auf einer Entfernung von zweieinhalb Kilometer um 1000 m bis zum Lauf des Flusses Bemos. Die Dorfstraße ist eine Abzweigung der Überlandstraße von Aileu und Maubisse im Süden und der Landeshauptstadt Dili im Norden, die ab hier entlang des südlichen Hangs verläuft. Sie markiert an dieser Stelle die Südgrenze zum Suco Aissirimou. Nur einige wenige Hütten des Dorfes liegen auf der Südseite der Straße und damit im Nachbarsuco.
Einen halben Kilometer östlich befindet sich das Dorf Belumhatu und knapp einen Kilometer südlich das Dorf Solerema (Suco Seloi Craic).